# As-moll

Znaki przykluczowe w tonacji as-moll

Diagram akordu as-moll dla gitary

as-moll – gama muzyczna oparta na skali molowej i której toniką jest as. 
Gama as-moll w odmianie naturalnej (eolskiej) zawiera dźwięki: as, b, ces, des, es, fes, ges. W zapisie tonacji as-moll występuje siedem bemoli.
Gama as-moll w odmianie harmonicznej (z VII stopniem podwyższonym o półton):
Gama as-moll w odmianie doryckiej (z VI i VII stopniem podwyższonym o półton w stosunku do gamy as-moll naturalnej):
Równoległą gamą durową jest Ces-dur, jednoimienną durową – As-dur.
Nazwa as-moll oznacza także akord, zbudowany z pierwszego (as), trzeciego (ces) i piątego (es) stopnia gamy as-moll.
| Akord as-moll | Audio playback is not supported in your browser. You can download the audio file. |

Tonacja w praktyce muzycznej bardzo rzadko używana z uwagi na trudność w odczytywaniu zapisu z 7 bemolami. Enharmonicznie równoważną tonacją jest gis-moll, równoległa do gamy H-dur.